# 斯普林鎮區 (阿肯色州瑟西縣)
斯普林鎮區（英語：Spring Township）是位於美國阿肯色州瑟西縣的一個行政鎮區。

## 地方資料
根據2010年美國人口普查的數據，斯普林鎮區的面積為121.58平方千米，當中陸地面積為120.99平方千米，而水域面積為0.59平方千米。當地共有人口588人，而人口密度為每平方千米4人。